# Цонево
Цонево е село в Североизточна България. То се намира в община Дългопол, област Варна.

## География
В близост до селото се намира яз. Георги Трайков, който е с капацитет 330 млн.кубически метра3. Язовирната му стена е дълга 890 метра и е висока 39 метра.

## История
В миналото селото е носело името Сандъкчи. Преименувано е на Ракла през 1934 г., а през 1950 г. отново е преименувано на Цонево в чест на комунистическия политкомисар Цоньо Тодоров В сегашния си вид селото е сформирано от с. Цонево и с. Яворово, които са обединени през 70-те години на миналия век. В Цонево има преселени жители от балканските махали на Стара планина, българските Западни покрайнини и несъществуващи вече села – Божур, Голямо Делчево и Дебелец (курортно селище)
Черквата в селото е посветена на свети цар Борис-Михаил Покръстител.

## Население
Численост на населението според преброяванията през годините:
| \| Година на преброяване \| Численост \| \| --------------------- \| --------- \| \| 1934 \| 4892 \| \| 1946 \| 4089 \| \| 1956 \| 4188 \| \| 1965 \| 3978 \| \| 1975 \| 2935 \| \| 1985 \| 2871 \| \| 1992 \| 2355 \| \| 2001 \| 2457 \| \| 2011 \| 2383 \| \| 2021 \| 1860 \| |           |
| Година на преброяване | Численост |
| 1934 | 4892      |
| 1946 | 4089      |
| 1956 | 4188      |
| 1965 | 3978      |
| 1975 | 2935      |
| 1985 | 2871      |
| 1992 | 2355      |
| 2001 | 2457      |
| 2011 | 2383      |
| 2021 | 1860      |

### Етнически състав

#### Преброяване на населението през 2011 г.
Численост и дял на етническите групи според преброяването на населението през 2011 г.:
|                     | Численост | Дял (в %) |
| Общо                | 2383      | 100.00    |
| Българи             | 690       | 28.95     |
| Турци               | 1359      | 57.02     |
| Цигани              | 168       | 7.04      |
| Други               | 5         | 0.20      |
| Не се самоопределят | 9         | 0.37      |
| Неотговорили        | 152       | 6.37      |

## Личности
Родени
- Иван Нинов (р. 1946), художник
- Андрей Германов (р. 1932 в с. Яворово, сега квартал на с. Цонево), поет и преводач
- Страшимир Димитров (р. 1930 в с. Яворово), историк, член-кореспондент на БАН
- Христо Георгиев (р. 1923 в с. Яворово), български политик от БКП